# Accord de siège
Pour les articles homonymes, voir accord et siège.

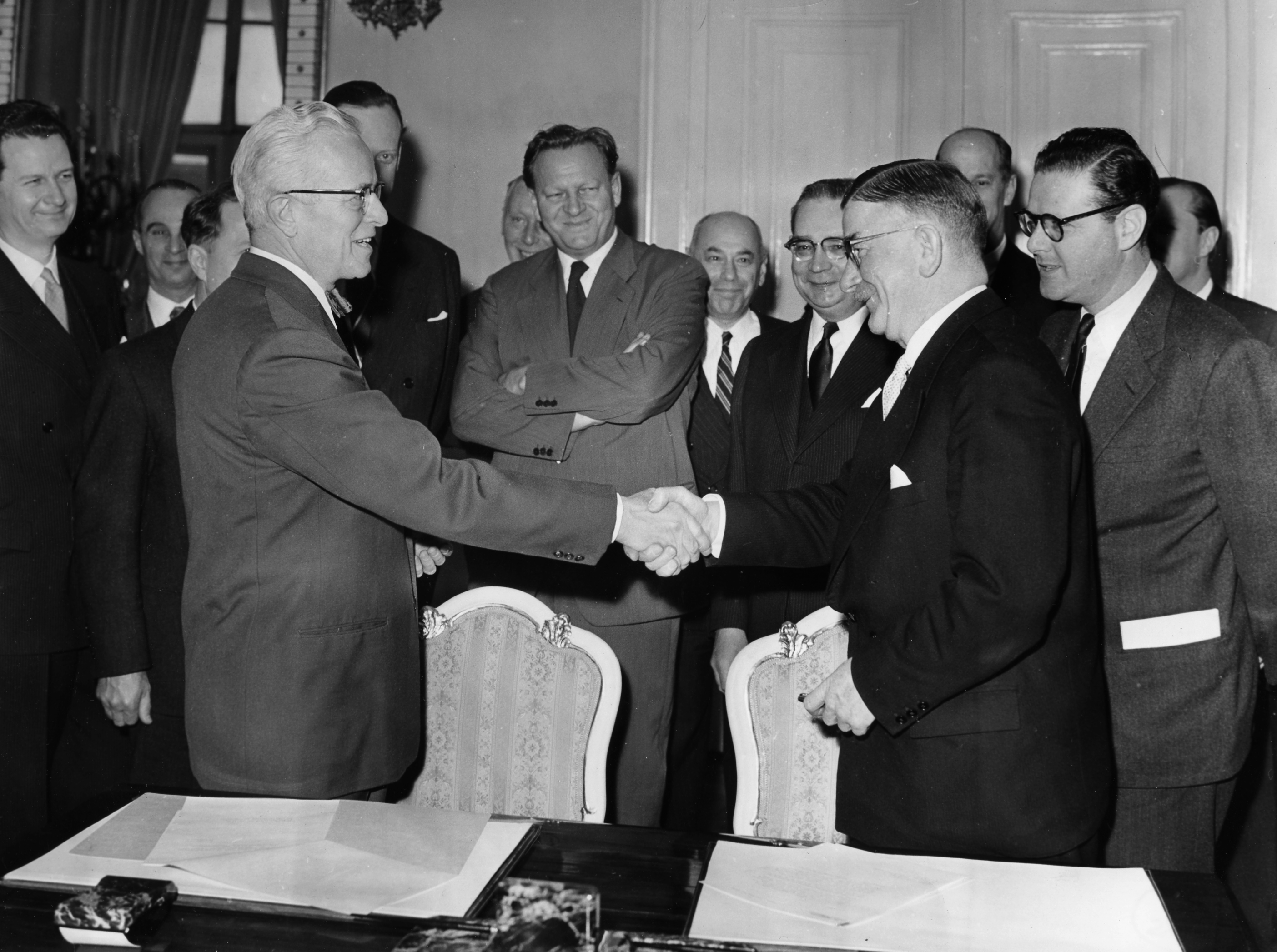
W. Sterling Cole, directeur de l'Agence internationale de l'énergie atomique (AIEA), et Leopold Figl, ministère des Affaires étrangères de l'Autriche, se serrent la main à Vienne le 26 février 1958, après un échange de notes par lequel l'accord de siège de l'AIEA, signé le 11 décembre 1957, prend effet le 1 mars 1958, permettant à l'AIEA de siéger sur le territoire autrichien (au Vienna International Centre).

Un accord de siège est un type de traité qu'une organisation internationale conclut avec un État qui l'accueille sur son territoire, afin de définir son statut juridique dans ce dernier. Il a notamment pour but de garantir l'indépendance de l'organisation et de ses agents, ce qui conduit l'État hôte à concéder des privilèges, tels que des immunités pour les agents de l'organisation, ou un statut d'extraterritorialité pour ses locaux.